# Tata (nádraží)
Tata je železniční stanice v maďarském městě Tata, které se nachází v župě Komárom-Esztergom. Stanice byla otevřena v roce 1884, kdy byla zprovozněna trať mezi Budapeští a městem Komárom.

## Provozní informace
Stanice má celkem 2 nástupiště a 4 nástupní hrany. Ve stanici je možnost zakoupení si jízdenky, trať procházející stanicí je elektrizovaná střídavým proudem 25 kV, 50 Hz. Provozuje ji společnost MÁV.

## Doprava
Stanicí projíždí několik mezinárodních vlaků EuroCity a railjet. Zastavují zde vnitrostátní vlaky InterCity do Šoproně a Szombathely. Osobní vlaky odsud jezdí do Budapešti a Győru.

## Tratě
Stanicí prochází tato trať:
- Budapešť–Hegyeshalom–Rajka (MÁV 1)

## Galerie

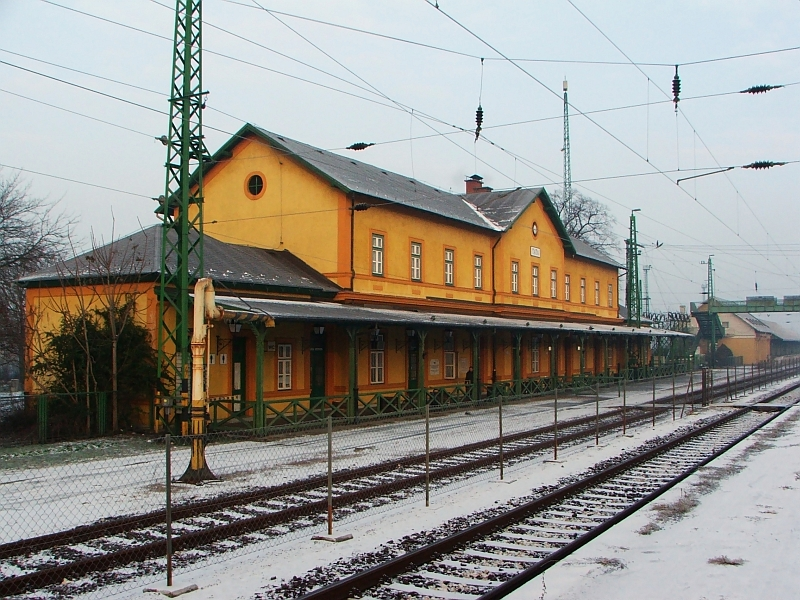
Pohled na staniční budovu.
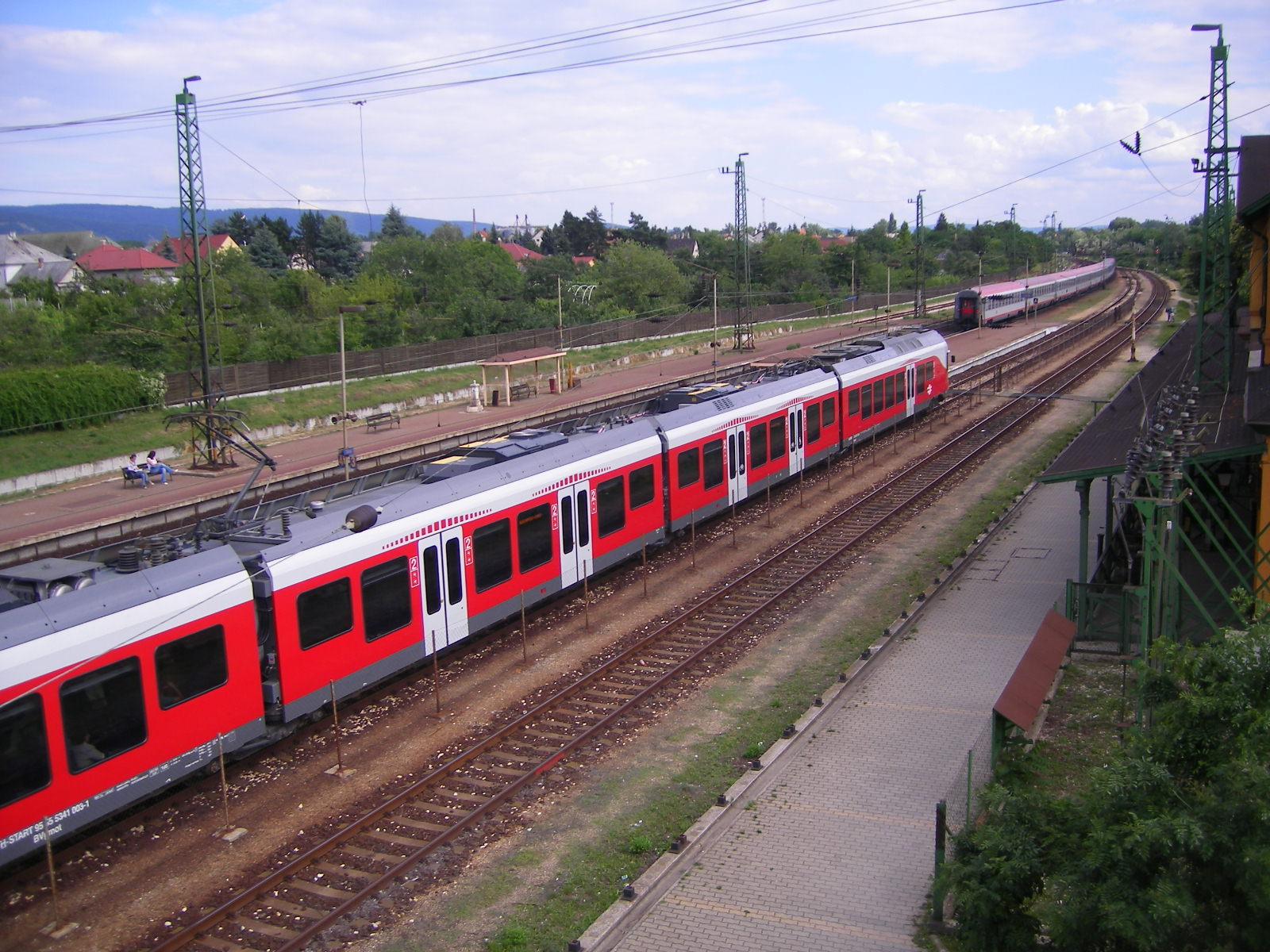
Pohled z nadchodu směr Budapešť.
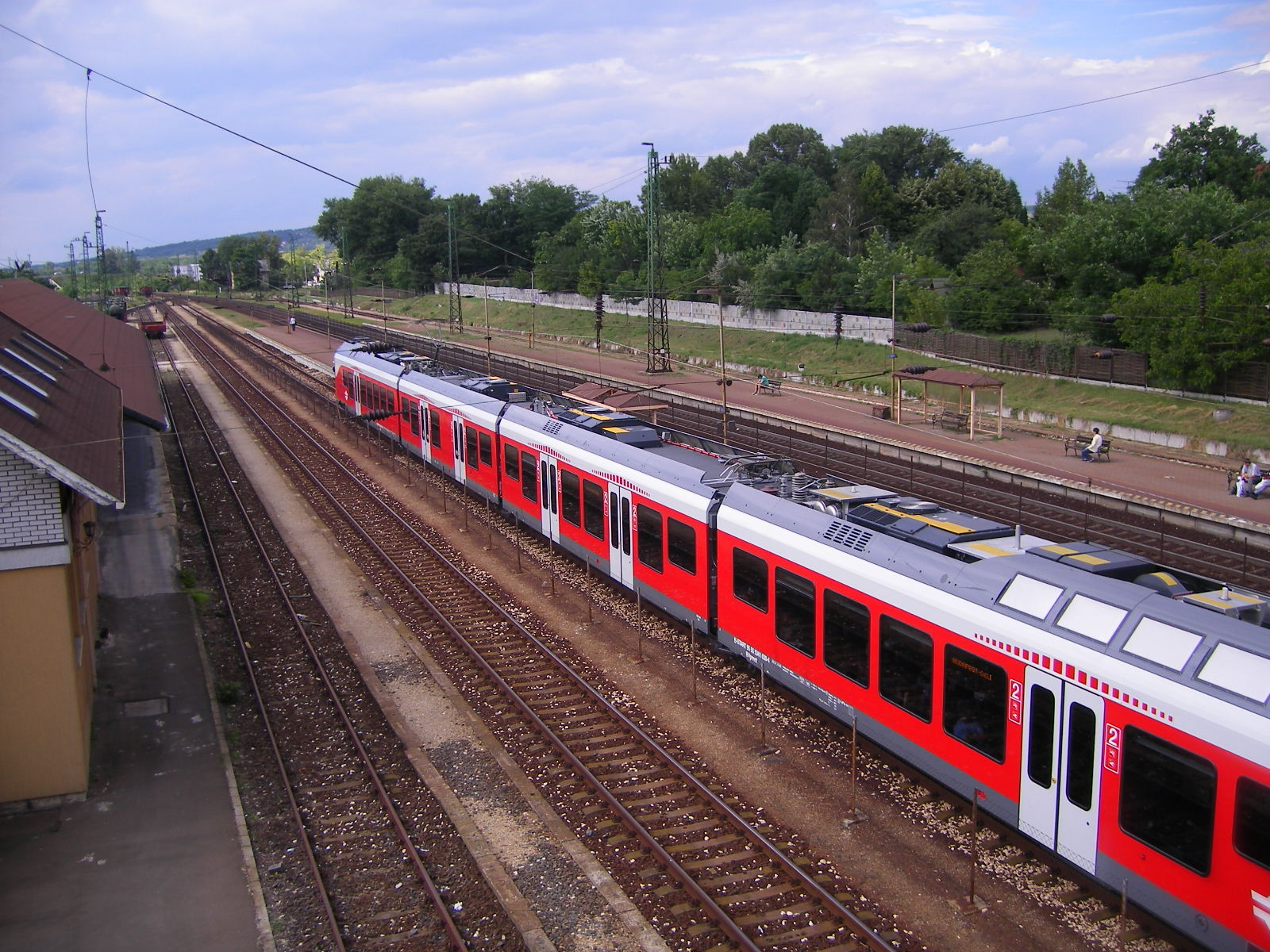
Pohled z nadchodu směr Győr.